# Saro Galentz

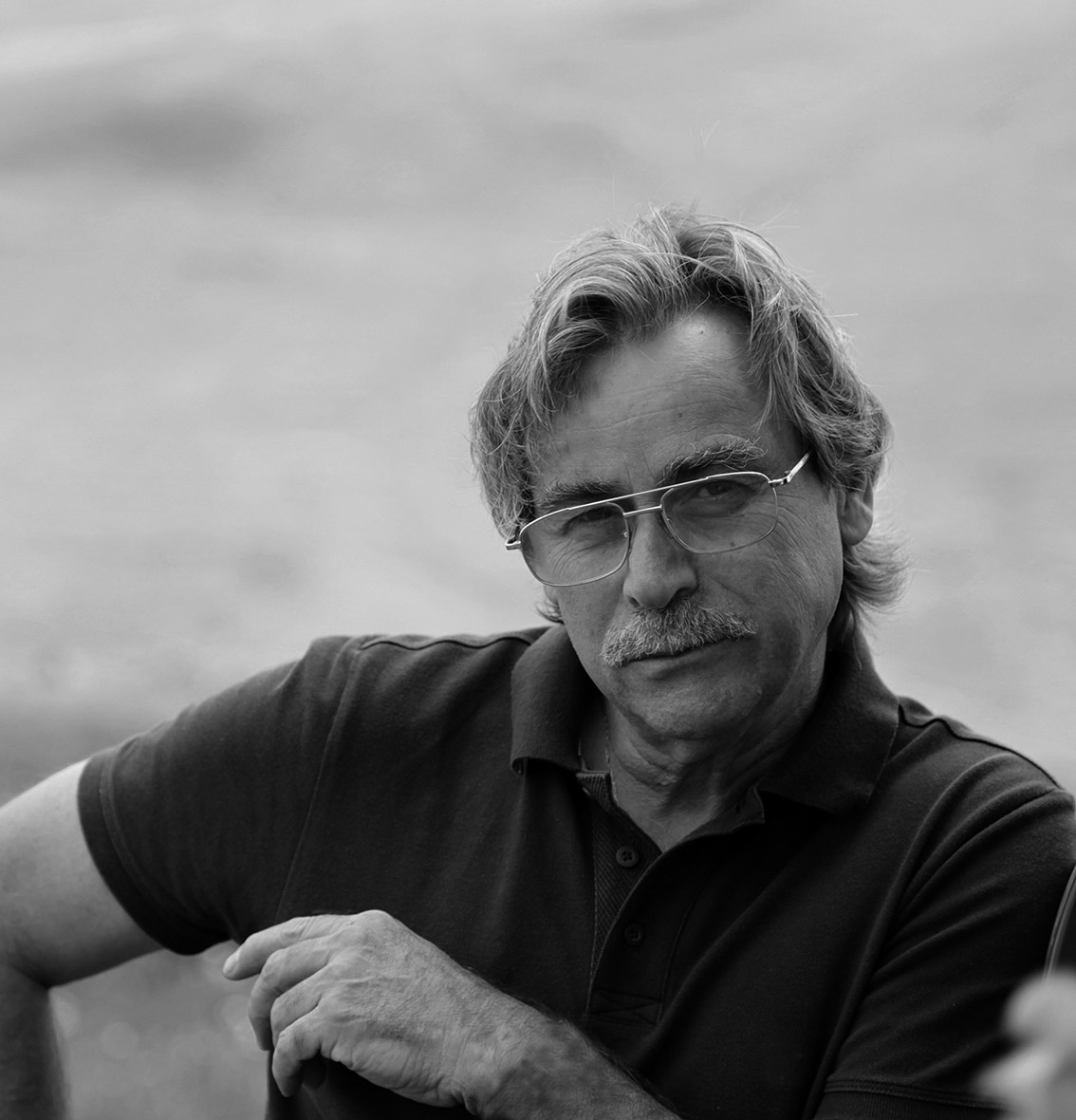
Saro Galentz (2012)

Saro Galentz (armenisch Սարո Գալենց; * 15. Oktober 1946 in Jerewan, Armenien; † 26. Oktober 2017 ebenda) war ein armenischer Maler und Hochschullehrer. Er war Gründungspräsident der Galentz Cultural Foundation und Professor an der Staatlichen Akademie der Schönen Künste in Jerewan.

## Leben und Werk
Galentz wurde als Sohn des Malers Harutjun Kalenz und der Malerin Armine Kalenz geboren. 1946 zogen seine Eltern zusammen mit seinem älteren Bruder Armen vom Libanon in ihre Heimat Armenien. 1965 absolvierte er die staatliche Kunsthochschule in Jerewan. Von 1965 bis 1970 studierte er Malerei und Textildesign am Yerevan State Institute of Fine Arts and Theater. Seit Anfang der 1970er Jahre lebte und arbeitete er in Moskau. Neben Ausstellungen realisierte er zwei Flachreliefs für den Eingang der Galvanikfabrik in Tambow, Russland, und entwarf die Ausstellungshalle „Sowjetisches Armenien – 60 Jahre“ in der All-Union-Ausstellung für wirtschaftliche Errungenschaften in Moskau. 1986 gestaltete er ein 15 m² großes Buntglasfenster in der Eingangshalle des Obersten Rates der UdSSR in Moskau. Als Ende der 1980er Jahre die Unabhängigkeitsbewegung in Armenien begann, kehrte er nach Jerewan zurück. Seit 1991 leitete er dort die Abteilung für Malerei und Zeichnung an der Staatlichen Kunstakademie Armeniens. Er nahm seit 1992 an den jährlichen Ausstellungen der Union of Artists of Armenia teil. Von 1999 bis 2002 war er Sekretär des armenischen Künstlerverbandes.

## Ehrungen
- 1977: Goldmedaille für die Komposition „Morning in Vilnius“, All-Union-Symposium-Ausstellung in Vilnius, Litauen
- 2006: Moses-von-Choren-Medaille

## Mitgliedschaften
- Art Council des Urban Planning Council
- Künstlerverband der ehemaligen UdSSR
- Künstlerverband Armeniens
- President’s of Armenia Awards Committee in Arts

## Ausstellungen (Auswahl)
- 1996: Einzelausstellung, Nikosia
- 1998: Einzelausstellung, Paris